# Aktaua
Aktaua kizylkumensis
Genre
Espèce
Aktaua est un genre éteint de poissons-scies qui ont vécu lors du Lutétien,. Une seule espèce est connue, l'espèce type, Aktaua kizylkumensis, mise au jour en Ouzbékistan.

## Systématique
Le genre Aktaua et l'espèce Aktaua kizylkumensis ont été décrits en 1996 par Gerard Ramon Case (d), N. I. Udovichenko (d),
Lev Alexandrovich Nessov (d), Alexander O. Averianov (d) et Paul D. Borodin (d),.

## Étymologie
Le nom générique, Aktaua, dérive du mot ouzbek « Aktau » qui signifie « blanc » et fait référence à la formation White mountain dans le désert du Kyzylkoum en Ouzbékistan où ont été trouvés les restes fossiles.
L'épithète spécifique, composée de kizylkum et du suffixe latin -ensis, « qui vit dans, qui habite », lui a été donnée en référence au lieu de sa découverte.

## Publication originale
- (en) G. R. Case, N. I. Udovichenko, L. A. Nessov †, A. O. Averianov et P. D. Borodin, « A Middle Eocene selachian fauna from the White Mountain Formation of the Kizylkum Desert, Uzbekistan, C.I.S. », Palaeontographica Abteilung A, vol. 242, nos 4-6,‎ décembre 1996, p. 99-126 (ISSN 0375-0442 et 2509-8373, lire en ligne).